# Rolf Andresen
Rolf Andresen (* 31. Juli 1925 in Brebelholz; † 23. Oktober 2008) war ein deutscher Sportfunktionär. Er war Präsident und Ehrenmitglied des Deutschen Volleyball-Verbandes sowie Präsident und Ehrenpräsident des Europäischen Volleyball-Verbandes.

## Leben
Andresen besuchte von 1932 bis 1936 die Volksschule in Flensburg. Von 1936 bis 1943 absolvierte er die Napola in Plön. Die folgenden zwei Jahre musste er noch als Soldat im Kriegsdienst und anschließender britischer Gefangenschaft verbringen. 1946 begann er ein Studium an der Johann Wolfgang Goethe-Universität Frankfurt am Main in den Fächern Germanistik, Pädagogik und Sportwissenschaft. Das Examen zum Sportlehrer bestand er im Jahr 1950.
An der TH Darmstadt war er von 1950 bis 1958 als Hochschulsportlehrer tätig. Von 1955 bis 1958 leitete er das Sportamt der TH Darmstadt. An der Universität Mainz wurde er im Jahre 1958 zum Dr. phil. promoviert. Danach ging er 1959 als Akademischer Rat an das Institut für Leibesübungen an der Westfälischen Wilhelms-Universität. 1961 bestand er an der Pädagogischen Hochschule Ruhr das Staatsexamen für Realschullehrer.
Von 1965 bis 1971 war Andresen Trainer der Volleyball-Männermannschaft des USC Münster, mit der er siebenmal in Folge den Meistertitel gewann. Von 1966 bis 1973 betätigte er sich zudem als Sportwart beim Deutschen Volleyball-Verband (DVV). Im Jahre 1971 wurde er zum Akademischen Oberrat ernannt. In den Jahren von 1971 bis 1973 wurde er beurlaubt, um beim Deutschen Sportbund im Bundesausschuss Leistungssport bei Helmut Meyer als Abteilungsleiter für die Bundestrainer zu wirken. Bis 1976 war er Vorsitzender der Trainerakademie Köln.
1972 war er Delegationschef der DVV-Nationalmannschaften bei den Olympischen Sommerspielen 1972 in München. Ab diesem Jahr war er in verschiedenen Positionen in der Fédération Internationale de Volleyball tätig. 1973 nahm er den Ruf nach Berlin an die damalige Pädagogische Hochschule (bei Horst Käsler) an, um am Seminar für Leibeserziehung als Professor zu wirken. Ab demselben Jahr war er auch als Gutachter bei der Stiftung Deutsche Sporthilfe tätig.
Von 1975 bis 1988 war er ehrenamtlicher Vorsitzender der Wissenschaftlichen Kommission im Bundesausschuss Leistungssport. Er war hauptberuflicher Gründungsdirektor der 1980 gegründeten Führungs-Akademie des Deutschen Sportbundes in Berlin. Im Jahr 1982 folgte er den Ruf an die Universität Bayreuth an den Lehrstuhl für Sportwissenschaft. In Bayreuth gründete er 1982 das Bayreuther Internationale Sportseminar. 1987 wurde er Vizepräsident des Europäischen Volleyballverbandes.
Von 1989 bis 1993 war Andresen leitender Direktor des Bundesausschusses Leistungssport. Das Bundesverdienstkreuz 1. Klasse wurde ihm am 20. Juni 1990 verliehen. Von 1991 bis 1995 war er Präsident des Deutschen Volleyball-Verbandes, danach bis 2001 Präsident der Confédération Européenne de Volleyball, die ihn später zum Ehrenpräsidenten ernannte.
Andresen war Schwager des Bayerischen Ministerpräsidenten Max Streibl. Er starb mit 83 Jahren und wurde am 28. Oktober in Wildsteig beigesetzt.